# Nova Bank Fyn
Nova Bank Fyn A/S var en dansk bank, der blev etableret i 2009 som følge af Finansiel Stabilitets salg af hovedparten af Fionia Bank til Nordea. 
Nova Bank Fyn var ejet af Finansiel Stabilitet. Kunderne var alle tidligere erhvervskunder i Fionia Bank, som Nordea ikke var interesseret i at overtage. Formålet med Nova Bank Fyn er at afvikle bankens aktiviteter ved at forbedre kundernes engagementer med henblik på at disse kan overgå til en anden bank.
Nova Bank Fyn er ophørt og omdannet til FS Bank A/S. FS Bank er ligeledes afviklet og ophørte i 2014.